# Drive By
«Drive By» es una canción de la banda estadounidense de pop rock Train, siendo el primer sencillo de su sexto álbum de estudio, California 37. Fue lanzado en los Estados Unidos el 10 de enero de 2012. La canción fue escrita por el vocalista Patrick Monahan junto al dúo de compositores noruegos Espen Lind y Amund Bjørklund, los mismos responsables del sencillo éxito de Train en el año 2010, «Hey, Soul Sister».
«Drive By» alcanzó la posición número 10 en el Billboard Hot 100. Se le otorgó certificación de platino por la RIAA el 19 de abril de 2012, por sus más de 1 000 000 de ventas en los Estados Unidos. A nivel internacional, la canción se convirtió en un top ten en 13 países. 
Train interpretó la canción en la serie de televisión 90210 en el episodio «Blood Is Thicker Than Mud», que se emitió el 13 de marzo de 2012. y también una parodia titulada "Five By" con Elmo y el Count von Count para un episodio de Plaza Sésamo, En Chile, la canción fue usada en la promo Nuevo Horario, intro y tema central de Alfombra Roja en Canal 13.

## Lista de canciones
- Descarga digital

1. "Drive By" – 3:16

- CD sencillo

1. "Drive By" – 3:16
2. "To Be Loved" (Pat Monahan, David Hodges) – 3:41

## Posicionamiento en listas
| Listas (2012)                                 | Mejor posición |
| --------------------------------------------- | -------------- |
| Alemania (Offizielle Deutsche Charts)         | 3              |
| Australia (ARIA)                              | 13             |
| Austria (Ö3 Austria Top 40)                   | 5              |
| Bélgica (Flandes) (Ultratop 50)               | 21             |
| Bélgica (Valonia) (Ultratop 50)               | 29             |
| Canadá (Canadian Hot 100)                     | 11             |
| Corea del Sur (International Singles)         | 85             |
| Croacia (Airplay Radio Chart)                 | 9              |
| Dinamarca (Tracklisten)                       | 5              |
| Eslovaquia (Rádio Top 100)                    | 2              |
| España (Top 100 Canciones)                    | 12             |
| España Los 40 Principales (Promusicae)        | 1              |
| Estados Unidos (Billboard Hot 100)            | 10             |
| Estados Unidos (Mainstream Top 40)            | 12             |
| Estados Unidos (Adult Top 40)                 | 2              |
| Estados Unidos (Adult Contemporary)           | 1              |
| Estados Unidos (Hot Rock & Alternative Songs) | 40             |
| Finlandia (OFC)                               | 3              |
| Francia (SNEP)                                | 31             |
| Hungría (Rádiós Top 40)                       | 1              |
| Irlanda (IRMA)                                | 8              |
| Italia (FIMI)                                 | 3              |
| Países Bajos (Dutch Top 40)                   | 4              |
| Nueva Zelanda (Recorded Music NZ)             | 3              |
| Noruega (VG-lista)                            | 4              |
| Suecia (Sverigetopplistan)                    | 3              |
| Suiza (Schweizer Hitparade)                   | 1              |
| Reino Unido (UK Singles Chart)                | 6              |
| República Checa (Rádio Top 100)               | 2              |